# Godinești
Godineşti é uma comuna romena localizada no distrito de Gorj, na região de Oltênia. A comuna possui uma área de 51.32 km² e sua população era de 2263 habitantes segundo o censo de 2007.